# Związek Proletariatu Miast i Wsi

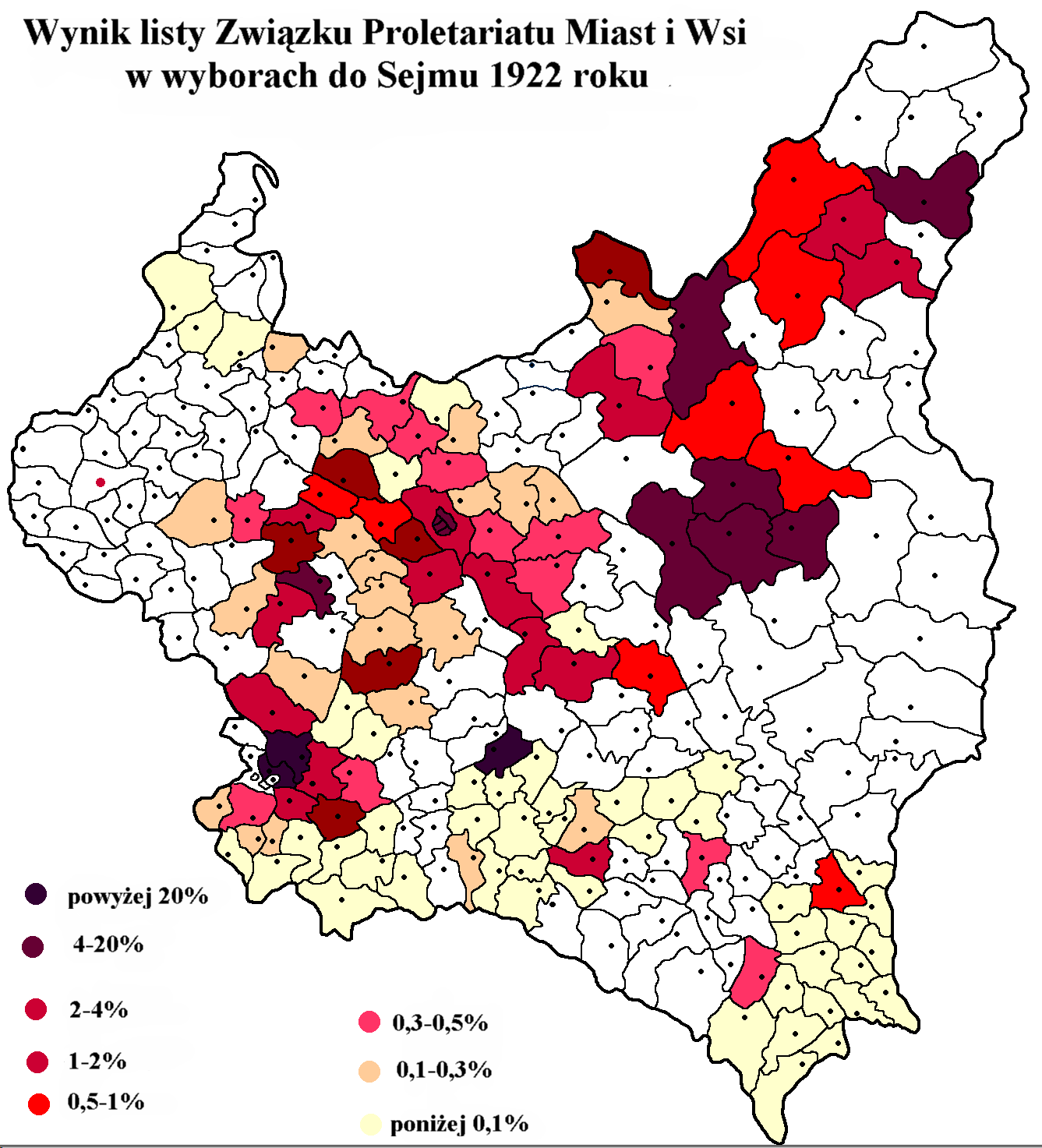
Wynik listy Związku Proletariatu Miast i Wsi w wyborach do Sejmu 1922 roku

Związek Proletariatu Miast i Wsi – komitet wyborczy, będący legalnie działającą przybudówką nielegalnej Komunistycznej Partii Robotniczej Polski (KPRP), utworzony przed wyborami parlamentarnymi w sierpniu 1922 roku przez KPRP i Komunistyczną Partię Galicji Wschodniej.
Jego platforma postulowała m.in. walkę o swobody demokratyczne, podział ziemi obszarniczej między robotników folwarcznych i chłopów, równouprawnienie mniejszości narodowych, laicyzację szkolnictwa.
Na 300 kandydatów zgłoszonych przez komitet w 41 okręgach wyborczych oddano łącznie 1,5% głosów (prawie 132 000 głosów, z tego 33 606 w Zagłębiu Dąbrowskim, 26 920 w Warszawie, 12 492 w Łodzi i 16 416 w okręgu łódzkim), co pozwoliło KPRP wprowadzić do Sejmu RP dwóch posłów.
W wyborach parlamentarnych w 1922 r. posłami z ramienia Związku byli Stanisław Łańcucki i Stefan Królikowski, którzy w listopadzie 1924 wraz z kilku posłami Ukraińskiej Partii Socjal-Demokratycznej utworzyli w Sejmie Komunistyczną Frakcję Poselską.
W 1923 roku Związek wziął udział w wyborach do rad miast i instytucji ubezpieczeń społecznych (kas chorych) zaprzestał działalności już w 1924 roku, zaś formalnie rozwiązany został w grudniu 1925 roku.
Podlegał represjom policyjnym.
Organem prasowym Związku była „Trybuna Robotnicza”, wydawana w latach 1922–1923 oraz „Proletariat”.
Czołowi działacze: Stanisław Łańcucki, Szczepan Rybacki, Jakub Dutlinger, Tadeusz Żarski.